# Matriz lógica genérica
Una innovación de la Matriz lógica programable fue la matriz lógica genérica (Generic array logic) o GAL. Ambas fueron desarrolladas por Lattice Semiconductor en 1985. Este dispositivo tiene las mismas propiedades lógicas que el PAL, pero puede ser borrado y reprogramado. La GAL es muy útil en la fase de prototipado de un diseño, cuando un fallo en la lógica puede ser corregido por reprogramación. Las GAL se programan y reprograman utilizando un programador PAL, o utilizando la técnica de programación circuital en chips secundarios.
Un dispositivo similar llamado PEEL (programmable electrically erasable logic o lógica programable eléctricamente borrable) fue introducido por la International CMOS Technology (ITC) corporation.